# Mauricio Rojas
Mauricio Javier Rojas Toro (* 30. März 1978 in Quilpué) ist ein ehemaliger chilenischer Fußballspieler. Der defensive Mittelfeldspieler gewann mit der U-23 Chiles die Bronzemedaille bei den Olympischen Spielen 2000.

## Karriere

### Verein
Mauricio Rojas gab sein Profidebüt bei den Santiago Wanderers 1997. Bei den Wanderes erlebte der Defensivspieler eine erfolgreiche Zeit mit dem Gewinn der Meisterschaft 2001. Er spielte ab 2006 jeweils für ein Jahr bei Audax Italiano, beim CD Cobresal und bei Unión Española. Danach fand er für zwei Jahre keinen Verein und schloss sich 2011 dem Zweitligisten Unión Temuco an. 2012 beendete Mauricio Rojas dort seine Karriere.

### Nationalmannschaft
Im Jahr 2000 gewann Mauricio Rojas mit der chilenischen Olympiaauswahl die Bronzemedaille bei den Olympischen Sommerspielen in Sydney.
Im Dezember 2001 spielte er für die B-Auswahl Chiles gegen Katalonien, das aber als Land nicht offiziell anerkannt ist.

## Erfolge
Santiago Wanderers
- Chilenischer Fußball-Meister: 2001

Chile
- Olympische Spiele 2000: Bronze